# 寒武紀—奧陶紀滅絕事件
寒武紀-奧陶紀滅絕事件發生在大約4.88億年前，這次事件是發生在顯生宙的第一次生物集群滅絕事件。该事件結束了古生代的寒武紀，並進入了奧陶紀。
该滅絕事件消滅了很多腕足動物門、牙形石以及嚴重減少了三葉蟲的物種數目，地球上約49%的屬都在這次事件中消失。叶足动物门的异虫纲和恐虾纲在寒武纪曾经盛极一时，但一进入奥陶纪以后就化石记录大幅减少、逐渐沦为苟延残喘的边缘物种。

## 争议
摩洛哥发现了具有寒武纪形态特征的动物化石，距今5亿2000万年前。某文献认为寒武纪动物群一直延续到中古生代，寒武紀-奧陶紀滅絕事件只是地层记录中的一段空白。

## 滅絕事件理論
- 冰河作用
- 海水缺氧
- 極超新星

### 引用
1. ↑  Caron J B , Smith M R , Harvey T H P .Beyond the Burgess Shale: Cambrian microfossils track the rise and fall of hallucigeniid lobopodians[J].Proceedings of the Royal Society B: Biological Sciences, 2013, 280(1767).DOI:10.1098/rspb.2013.1613.
2. ↑  Roy, P. V.; Orr, P. J.; Botting, J. P.; Muir, L. A.; Vinther, J.; Lefebvre, B.; el Hariri, K. & Briggs, D. E. G. . Nature. 2010, 465 (465): 215–218. PMID 20463737. doi:10.1038/nature09038.

## 外部連結
- 奧陶紀早期氣候 （页面存档备份，存于）